# Bersagliere (cacciatorpediniere 1907)
Il Bersagliere è stato un cacciatorpediniere della Regia Marina.

## Nome
La nave in parola fu la prima unità della Marina italiana a portare il nome Bersagliere. Tale nome venne successivamente assegnato ad un cacciatorpediniere Classe Soldati costruito a Palermo nel 1939, che nel corso della seconda guerra mondiale venne affondato per bombardamento aereo nel porto di Palermo nel 1943. Attualmente nella Marina Militare a portare il nome Bersagliere è un pattugliatore di squadra della Classe Soldati.

## Storia
Nell'estate 1907 la nave fu impegnata nell'addestramento dell'equipaggio.
Il 30 dicembre 1908 il cacciatorpediniere, insieme alla corazzata Vittorio Emanuele ed al gemello Artigliere, venne inviato a Messina, distrutta da un devastante terremoto, per partecipare alle operazioni di soccorso.
L'apparato motore dell'unità era originariamente alimentato a carbone (95 tonnellate), ma venne modificato in modo da essere alimentato a nafta (65 tonnellate).
Con base a Taranto, la nave partecipò alla guerra italo-turca, dapprima nelle operazioni per gli sbarchi in Libia e poi in Mar Rosso, dove fu inviato con altre navi a rafforzare la squadra italiana là dislocata. Operò poi in Mar Egeo, in Mar Rosso e nel Dodecaneso.
All'inizio della prima guerra mondiale il Bersagliere faceva parte della III Squadriglia Cacciatorpediniere, basata a Brindisi, che formava assieme ai gemelli Artigliere, Corazziere, Lanciere e Garibaldino. Comandava la nave il capitano di fregata Lubelli.
Nel 1915-1916 l'unità, aggregata alla Divisione «Cagni», fu impiegata nella difesa costiera dell'Adriatico e nelle scorte ai convogli per l'Albania.
Il 24 maggio 1915 il cacciatorpediniere, insieme al gemello Corazziere, incrociò nelle acque di Grado a protezione dell'incursione compiuta dal cacciatorpediniere Zeffiro contro Porto Buso: compito di Bersagliere e Corazziere era attaccare eventuali navi nemiche e bombardare le posizioni austro-ungariche.
Il 29 maggio dello stesso anno la nave bombardò, insieme ad Artigliere, Lanciere e Garibaldino, l'impianto chimico «Adria-Werke» di Monfalcone, produttore di gas asfissianti.
Il 7 giugno 1915 il Bersagliere reiterò l'azione di bombardamento contro la fabbrica Adria-Werke.
Il 3 luglio il cacciatorpediniere e la propria squadriglia vennero assegnati al III Gruppo della IV Divisione Navale.
Alle 2.30 del 6 luglio il Bersagliere e la propria squadriglia salparono da Venezia con rotta per Porto Buso, poi virarono in direzione di Punta Salvore per una missione di ricognizione offensiva che si concluse senza risultati. Le navi diressero poi per Venezia in modo da trovarsi alle 4.30 una trentina di miglia ad est di Chioggia, dove avrebbero trovato la squadriglia cacciatorpediniere «Impavido» e l'incrociatore corazzato Amalfi, insieme ai quali avrebbero ripreso l'esplorazione del golfo di Venezia alla ricerca di navi nemiche. Mentre dirigeva verso il punto dell'incontro, tuttavia, l'Amalfi venne silurato dal sommergibile austroungarico U 26 ed affondò in dieci minuti.
Il 23 febbraio 1916, al comando del capitano di fregata Del Buono, l'unità scortò a Durazzo – insieme a Corazziere e Garibaldino – 12 piroscafi e due rimorchiatori. A partire dal giorno seguente l'unità, insieme ai cacciatorpediniere Ardito ed Irrequieto ed agli incrociatori ausiliari Città di Siracusa e Città di Catania, iniziò a bombardare le truppe austroungariche in avanzata, che stavano per occupare Durazzo.
Nel 1917 il Bersagliere operò in Mar Tirreno e nel 1918 nel Dodecaneso.
L'8 gennaio 1918 il cacciatorpediniere rilevò a Savona il gemello Lanciere nella scorta ai grossi piroscafi passeggeri San Guglielmo e San Giovanni, partiti da Genova alle sette di quel giorno e diretti a New York. A circa 800 metri da Loano, tuttavia, il sommergibile tedesco U 63 attaccò il piccolo convoglio, che si teneva nei pressi della costa, e silurò il San Guglielmo, che s'inabissò in posizione 44°07' N e 8°18' E.
Nel primo dopoguerra il Bersagliere fu usato per il pattugliamento e come nave scuola.
Declassato a torpediniera nel luglio 1921, fu posto in riserva, radiato nel 1923 e demolito.